# استوديو كولوريدو
استوديو كولوريدو (باليابانية: 株式会社スタジオコロリド، بالروماجي: Kabushiki-gaisha Sutajio Kororido) هو استوديو رسوم متحركة ياباني، تأسس في 22 أغسطس عام 2011، تابع لشركة توين إينجين، ويقع مقره في طوكيو.

## أعمال الاستوديو

### أونا أنمي
- فاسنينغ دايز (2014–2020)
- بوبو وبولبينا  [لغات أخرى]‏ (2015)
- بوكيمون: أجنحة الشفق (2020 1, 3–8)[6]
- حرب النجوم: الرؤى (2021؛ "ألحان تاتوين")

### أفلام قصيرة
- حديقة العجائب (2013)
- كرسي بوليت (2014)

### أفلام أنمي
- صالة التصوير (2013)
- مطر في نور الشمس (2013)
- إعصار نوردا (2015)
- بينغوين هايوي (2018)[7]
- قناع الهرة (2020)[8]
- برن ذا ويتش (2020)[9]
- المنزل العائم (2021)

## وصلات خارجية
- الموقع الرسمي باللغة اليابانية
- استوديو كولوريدو على موقع IMDb (الإنجليزية)